# The Silver Legion of America
The Silver Legion of America (również Silver Shirts) – skrajnie prawicowa amerykańska faszystowska organizacja założona 31 stycznia 1933 roku przez Williama Pelleya. Zrzeszała głównie białych protestantów, głosiła hasła antysemickie, antykomunistyczne, nawoływała do odnowy duchowej Amerykanów. Jej działalność zaczęła zanikać po 1941 roku.

## Historia

### Tło powstania
Powstanie Silver Shirts było wynikiem ogólnokrajowej tendencji w Ameryce w latach 20. XX wieku do tworzenia skrajnych lewicowych i prawicowych organizacji. Te drugie odwoływały się do chrześcijańskich wartości, amerykańskiej dumy i zrzeszały białą klasę średnią, negatywnie nastawioną do komunizmu i imigracji. Ruchy te sprzeciwiały się polityce demokratów i nawoływały do militaryzmu. Katalizatorem powstania i działalności tych organizacji były doświadczenia I wojny światowej, rewolucja bolszewicka i jej skutki oraz wielki kryzys gospodarczy pod koniec lat 20. XX wieku .

### PowstanieThe Silver Legion of America
Twórcą organizacji był William Pelley, pochodzący z Asheville, w Karolinie Północnej. Był on dziennikarzem i powieściopisarzem, a także scenarzystą w Hollywood. W 1928 roku stwierdził, że doznał duchowej transformacji i rozpoczął propagować swoją ideologię wyzwolenia, która obejmowała wartości chrześcijańskie oraz mistyczne. Z czasem przekształcił ją w ideę chrześcijańskiej wspólnoty, w której nie byłoby miejsca na bankierów, pieniądze, wielkie aglomeracje miejskie czy Żydów. Jego idea łączyła faszyzm, teokrację z elementami socjalizmu. 31 stycznia 1933 roku, dzień po dojściu do władzy w Niemczech Adolfa Hitlera, Pelley powołał do życia The Silver Legion of America  .

### Ideologia i działalność
Silver Shirts była wzorowana na niemieckich brunatnych koszulach czy włoskich czarnych koszulach. Członkowie ruchu nosili srebrne koszule z czarną literą L na lewej piersi, niebieski krawat i stylizowane na wojskowe spodnie. Litera L miała symbolizować wartości takie jak: loyalty, light, liberation, love. Ruch miał być odpowiedzią na trwający kryzys. W momencie szczytowym organizacja mogła liczyć 15 tys. osób  .
Organizacja miała charakter ogólnokrajowy. Członkiem mógł zostać każdy biały protestant, który miał osiemnaście lat lub więcej. Opłata wstępna wynosiła 10 dolarów, plus 6 dolarów za mundur. Główna siedziba była zlokalizowana w Asheville.
Silver Shirts miała doprowadzić do powstania nowego, chrześcijańskiego rządu Stanów Zjednoczonych. Pelley dążył do obrony Ameryki przed sowietyzmem i Żydami, którzy według niego rządzili krajem. Ruch walczył także z dominacją pieniądza, narzuconą jakoby przez Żydów. New Deal Franklina D. Roosevelta był według przywódcy Silver Shirts międzynarodowym spiskiem żydowskim, który miał na celu obalić wartości chrześcijańskie. Pelley zakładał również fizyczną eliminację komunistów i Żydów .
W 1934 roku kongresmen Charles Kramer opublikował dochodzenie, z którego wynikało, że Pelley dążył do przeprowadzenia puczu. Dwóch żołnierzy US Marines infiltrujących ruch miało otrzymać od kierownictwa Silver Shirts propozycję zakupu dodatkowych sztuk broni. W planach było także opanowanie ratusza w San Diego.
W 1936 roku Pelley był kandydatem na prezydenta z ramienia założonej przez siebie Christian Party. Jego program był kopią programu NSDAP. Zakładał między innymi przymusową rejestrację obywateli pochodzenia żydowskiego i ich prześladowanie. Otrzymał 1598 głosów w stanie Waszyngton  .
W 1940 roku ponownie wyszło na jaw, iż Pelley planował obalić rząd amerykański .
8 grudnia 1941 roku policja wkroczyła do bunkra organizacji na wzgórzach wokół Los Angeles i aresztowała mieszkających tam ok. 50 członków Silver Shirts. W 1942 roku Pelley został skazany na 15 lat pozbawienia wolności .
Wielu członków Silver Shirts było jednocześnie członkami Ku Klux Klanu . Organizacja współpracowała także z German-American Bund .
Od 1932 roku Pelley wydawał tygodnik „Liberation”, który stał się oficjalnym organem prasowym Silver Shirts. Z czasem został zastąpiony przez „The New Liberator Weekly” i „The Liberation Monthly”. Tytuły te atakowały Roosevelta, Żydów, politykę Nowego Ładu i wolny rynek.